# The Hills of Glory
The Hills of Glory è un cortometraggio muto del 1916 diretto da William Bertram. Prodotto dalla Mustang (ovvero dalla American Film Manufacturing Company), il film aveva come interpreti E. Forrest Taylor, Helene Rosson, Roy Stewart, Charles Newton e Beatrice Van.

## Produzione
Il film fu prodotto dalla American Film Manufacturing Company.

## Distribuzione
Distribuito dalla Mutual, il film - un cortometraggio in due bobine - uscì nelle sale statunitensi il 7 gennaio 1916.